# كالافريتا
كَلَفريتة أو كالافريتا (Καλάβρυτα) هي مدينة في أهيا في مقاطعة كينتريكي إلادا في اليونان.
يبلغ عدد سكانها حوالي 1546 نسمة.

## توأمة
لكالافريتا اتفاقيات توأمة مع:
- ميسولونغي